# Савка білоголова

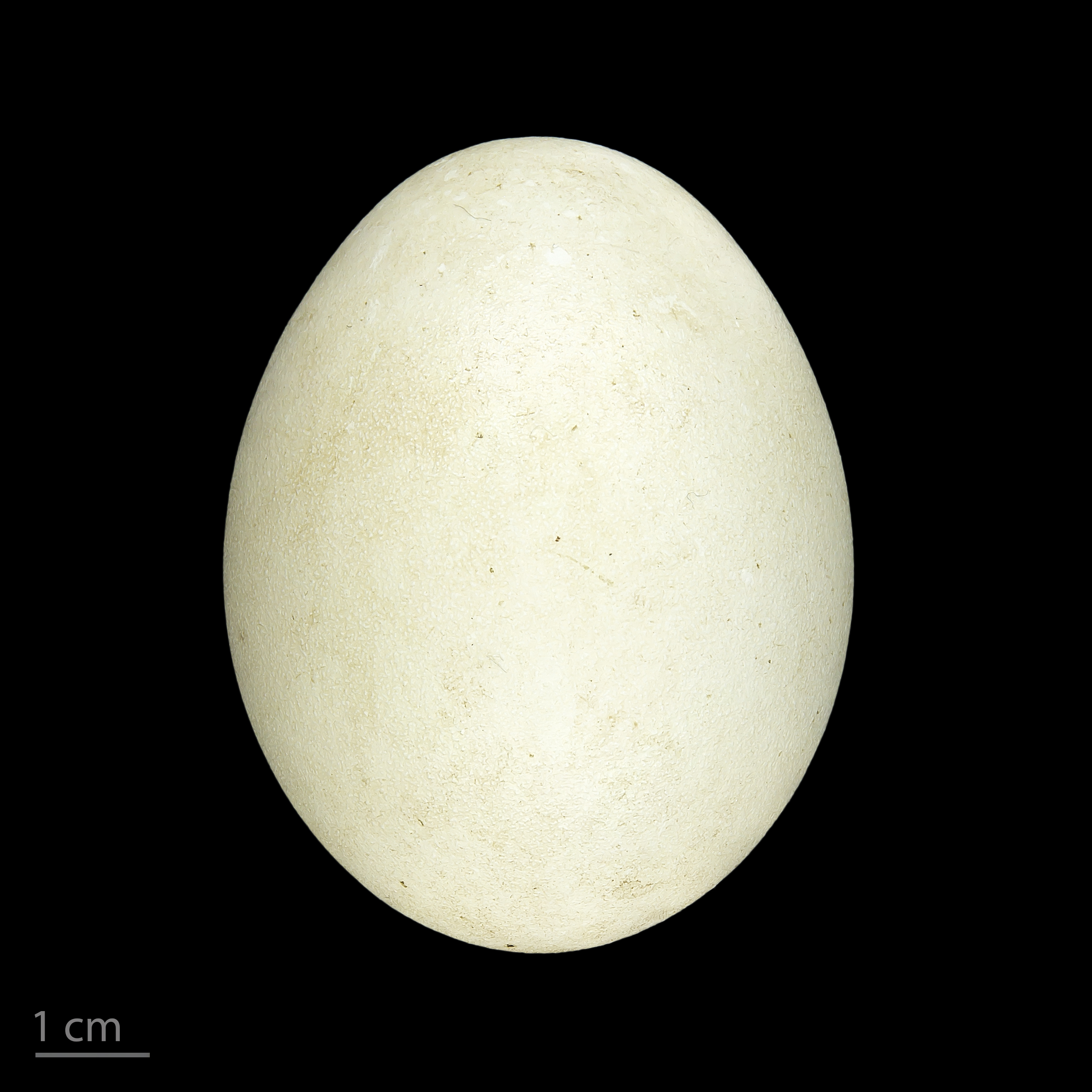
яйце Oxyura leucocephala - Тулузький музей

Са́вка білоголо́ва (Oxyura leucocephala) — водоплавний птах родини качкових. Єдиний представник роду у фауні України. В Україні — нечисленний пролітний і зимуючий вид качок.

## Опис
Качка середнього розміру: довжина тіла становить близько 55 см, вага 720–900 г. Гарно плаває та пірнає. Шия коротка та товста, крила короткі, хвіст довгий, клиноподібний, птах тримає його піднятим вгору під кутом 45—90°. Забарвлення спини та крил іржаво-коричневе з дрібними чорними цятками, груди і черево сірувато-коричневі із сірими поперечними смугами. Хвіст і верхня частина шиї чорні. У самців під час шлюбного періоду голова біла з чорною потилицею, а дзьоб яскраво-блакитний. Поза шлюбним періодом забарвлення дзьоба темно-сіре.

## Поширення
Ареал савки включає степові зони Європи, Азії, а також північний захід Африки. Зимує на водоймах Північної та Західної Європи, Північної Африки та Західної Азії.
В Україні межі ареалу не встановлено. Найчастіше виявляли у Криму (Сиваш), південній частині Запорізької області, рідше — у Дніпропетровській, Полтавській, Харківській, Закарпатській і Волинській областях. У першій половині XX століття гніздувався у плавнях Дніпра (між Запоріжжям і Нікополем). Поодинокі особини та невеличкі зграї зимують в Азово-Чорноморському регіоні. Так, савку, чисельністю 30 особин, зареєстрували експерти Українського товариства охорони птахів на озері Ярилгач (Західний Крим) під час міжнародних синхронних обліків гусеподібних, що проходили 2—3 лютого 2013 року на півдні України, у Болгарії та Румунії.

## Чисельність і причини її зміни
Світова популяція на початку XX століття становила близько 100 000 особин, зараз скоротилась до 15 000, але останнім часом чисельність стабілізувалася і навіть зростає. В Україні, можливо, окремі пари зрідка гніздуються на малих річках Північного Приазов'я. Причини зміни чисельності: зменшення площ, придатних для гніздування через зарегулювання стоку річок, меліоративні роботи, незаконне полювання, загибель у сітках при промисловому вилові риби. Критичною загрозою для савки у Європі вважається гібридизація з американською савкою Oxyura jamaicensis. Останній вид був акліматизований у Великій Британії, звідки поширився в інші європейські країни.

## Особливості біології
Тримається на великих прісних та солонуватих водоймах із заростями очерету й плесами, у морських затоках, лиманах. Гнізда влаштовує на сплавинах очерету на віддалі 0,15—5 м від плеса, звичайно поруч з колоніями мартинів і чорних крячків. Самка відкладає 4—7 яєць. Пташенята виводкового типу, вилуплюються у червні, стають на крило у серпні. Савка живиться насінням та вегетативними частинами водяних рослин, личинками комах, молюсками та ракоподібними.

## Охорона
Перебуває під охороною Конвенції з міжнародної торгівлі вимираючими видами дикої фауни і флори (CITES) (Додаток ІІ), Боннської (Додаток І) та Бернської (Додаток ІІ) конвенцій, угоди AEWA. Вид включено до Європейського Червоного списку, Додатку І Директиви Ради Європи про охорону диких птахів; Червоної книги України (1994, 2009) (статус — зникаючий). В Україні охороняється разом з іншими водоплавними птахами у заповідниках, національних природних парках та заказниках загальнодержавного значення на Азово-Чорноморському узбережжі.
На честь цього птаха названо астероїд 8971 Леукоцефала.